# Elecciones municipales de 1970 en Madrid
Las elecciones municipales de 1970 se celebraron en Madrid el martes 17 de noviembre, convocadas por decreto de 12 de septiembre de 1970, publicado en el Boletín Oficial del Estado el 21 de septiembre. Se eligieron 19 concejales correspondientes a las actas vacantes de los tercios de representación familiar, sindical y de entidades.

## Resultados
Los resultados se detallan a continuación:

### Tercio familiar
| Nombre                      | Distrito    | Votos  |
| --------------------------- | ----------- | ------ |
| Ezequiel Puig Maestro-Amado | Buenavista  | 10 365 |
| Antonio García Alarilla     | Chamberí    | 17 264 |
| Enrique Villoria Martínez   | La Latina   | -      |
| Mariano Álvarez Cuesta      | Tetuán      | 52 983 |
| Jesús Suevos Fernández      | Universidad | 14 112 |
| Manuel Fernández Rodríguez  | Vallecas    | 57 254 |
| Carlos Bendito García       | Ventas      | 25 098 |

### Tercio de entidades
| Grupo                                                                 | Nombre                      | Entidad                                                            |
| --------------------------------------------------------------------- | --------------------------- | ------------------------------------------------------------------ |
| Grupo A (Universidades, Escuelas Superiores y Colegios Profesionales) | Enrique Castellanos Colomo  | Colegio Oficial de Licenciados en Ciencias Químicas                |
| Grupo A (Universidades, Escuelas Superiores y Colegios Profesionales) | Juan José Miraved del Valle | Escuela Técnica Superior de Ingenieros de Minas                    |
| Grupo A (Universidades, Escuelas Superiores y Colegios Profesionales) | Alfonso Carraledo Masa      | Colegio Oficial de Ingenieros de Caminos, Canales y Puertos        |
| Grupo B (Entidades Culturales y Económicas)                           | Carlos Pérez de Lama        | Asociación de Inquilinos y Arrendatarios de la provincia de Madrid |
| Grupo B (Entidades Culturales y Económicas)                           | Manuel del Moral Megido     | Cámara de Comercio e Industria de la provincia de Madrid           |
| Grupo B (Entidades Culturales y Económicas)                           | Pedro Jiménez González      | Junta de la Hermandad de Alféreces Provisionales de Madrid         |

### Tercio sindical
| Nombre                     | Votos |
| -------------------------- | ----- |
| José Planelles Guerrero    | 38    |
| Constantino Pérez Pillado  | 37    |
| Enrique Carvajal Gavilanes | 36    |
| Luis Gil Calvo             | 28    |
| Luis Ferrer Zapata         | 27    |
| Felisa Martínez Montero    | 26    |